# The Great 2008 Seotaiji Symphony
《The Great 2008 Seotaiji Symphony》는 2008년 9월 27일 상암 경기장에서 개최되었던 서태지와 로열 필하모닉의 《The Great 2008 Seotaiji Symphony》 협연 실황 음반이다.

## 공연
2008년 7월에 2008 ETPFEST 공연과 서태지와 로열 필하모닉과의 협연 형식의 단독 공연 개최에 관한 소식이 알려졌고, 8월 29일에 서태지는 서울 덕수궁 즉조전에서 〈더 그레이트 2008 서태지 심포니 위드 톨가 카쉬프 & 로얄 필하모닉(The Great 2008 Seotaiji Symphony with Tolga Kashif & Royal Philharmonic)〉이라는 정식 타이틀로서 지휘자와 함께 제작발표 기자회견을 가졌다.
이 공연은 2009년 12월 24일에 라이브음반으로 발매되었고, 2010년 1월에는 공연 영상이 극장에서 개봉되어 2주간 한정으로 상영됐다.

## 수록곡
전체 작사·작곡: 서태지
| #             | 제목                  | 재생 시간 |
| ------------- | --------------------- | --------- |
| 1.            | 〈TAKE ONE PROLOGUE〉 | 7:12      |
| 2.            | 〈TAKE ONE〉          | 5:06      |
| 3.            | 〈TAKE TWO〉          | 5:26      |
| 4.            | 〈F.M. BUSINESS〉     | 5:13      |
| 5.            | 〈인터넷 전쟁〉       | 7:17      |
| 6.            | 〈MOAI〉              | 5:12      |
| 7.            | 〈죽음의 늪〉         | 4:19      |
| 총 재생 시간: | 총 재생 시간:         | 39:49     |

전체 작사·작곡: 서태지
| #             | 제목                   | 재생 시간 |
| ------------- | ---------------------- | --------- |
| 1.            | 〈T'IK T'AK FANTASIA〉 | 3:00      |
| 2.            | 〈T'IK T'AK〉          | 4:23      |
| 3.            | 〈Heffy End〉          | 3:46      |
| 4.            | 〈시대유감〉           | 3:42      |
| 5.            | 〈영원〉               | 4:26      |
| 6.            | 〈교실이데아〉         | 5:14      |
| 7.            | 〈Come Back Home〉     | 6:12      |
| 8.            | 〈난 알아요 Adagio〉   | 4:30      |
| 9.            | 〈난 알아요〉          | 5:50      |
| 총 재생 시간: | 총 재생 시간:          | 41:07     |

## 참여
이 목록은 해당 앨범의 부클릿에서 발췌하였다.
| 서태지밴드 - 서태지: 보컬 - TOP: 기타 - 강준형: 베이스 기타 - 김석중: 키보드 - 최현진: 드럼 게스트 - 마스타 우: 래퍼 | 스탭 - 서태지(서태지컴퍼니): 프로듀서, 이그제큐티브 프로듀서, 작사, 작곡, 편곡, 믹싱/마스터링(Techno T 스튜디오) - 톨가 카쉬프(Tolga Kashif): 음악 감독, 편곡, 지휘자 - 로얄 필하모닉: 오케스트라 - Natalia Lomeiko: 지휘자 - 파주 메트로폴리탄 코러스: 오케스트라 - 송성철: 지휘자 - 곽호재·주병조(Rui Sound), Simon Honywill, Simon Hanhart, Chris Ekers, Steven Carr: 무대 사운드, 녹음 - 오형석: 믹싱, 마스터링 - Day-z: 아트 디렉터, 디자인 |

## 기사 인용
1. ↑  이정아 (2008년 9월 27일). “'서태지 심포니' 새 역사를 만들다, 서태지만의 '판타지아' 재현”. OSEN.
2. ↑  길혜성 (2008년 7월 7일). “서태지, 9월 英로열필과 상암서 '합동콘서트'”. 머니투데이.
3. ↑  길혜성 (2008년 8월 29일). “서태지 "톨가와 협연, 동서양 음악의 실험적 접목"”. 머니투데이 스타뉴스.
4. ↑  이현우 (2010년 1월 15일). “`서태지 심포니` 1월 말 극장개봉 `최초`”. 매일경제 스타투데이.
5. ↑  정병근 (2010년 1월 18일). “서태지 ‘심포니’ 공연, 국내최초 극장상영”. 서울신문NTN.
6. ↑  《The Great 2008 Seotaiji Symphony》 라이너 노츠